# クリストファー・ジョージ
クリストファー・ジョージ（Christopher George、1931年2月25日 - 1983年11月28日）は、アメリカ合衆国の俳優。クリス・ジョージ（Chris George）とクレジットされることもあった。身長180センチ。

## 来歴
ミシガン州ロイヤルオーク出身。ギリシャ系アメリカ人。一家でアメリカ各地を転々として、14歳の時にマイアミに落ち着く。
1948年から1952年まで海兵隊に入隊、この間、朝鮮戦争にも従軍している。
除隊後、マイアミ大学に入学。卒業後、ニューヨークに出て演劇を学び、オフ・ブロードウェイの舞台に立つ。映画にはオットー・プレミンジャー監督の戦争大作『危険な道』（1965年）から出演し、1966年から1968年まで制作された第二次世界大戦下の北アフリカ戦線を舞台にしたテレビドラマ『ラット・パトロール』に主人公サム・トロイ軍曹役で主演して注目され、タフガイ俳優として認知される様になった。その後は主に、西部劇やアクションを中心に出演し、ハワード・ホークス監督の『エル・ドラド』（1966年）ではジョン・ウェインの知己を得て『チザム』（1970年）と『大列車強盗』（1973年）でも共演している。
1970年代は『グリズリー』（1976年）といった低予算作品の主演からアメリカ合衆国建国200周年記念作の1本である『ミッドウェイ』（1976年）の様な大作の脇役まで務め、テレビ映画や『チャーリーズ・エンジェル』等のテレビ・シリーズのゲスト出演もこなした。また、パニック映画ブームの折に航空パニック・テレビ映画『メイデイ40､000フィート』（1976年/テレビ映画/日本では劇場公開）ではテレビ・シリーズ『逃亡者』で知られるデーヴィッド・ジャンセンと共に主演した。ヒーローも悪役もこなせる貴重な俳優の一人でもあった。
イタリア映画への出演も数本あり、1978年の『ラスト・クリスマス』やルチオ・フルチ監督の『地獄の門』（1980年）等にも出演しており、米国では『エクスタミネーター』（1980年）や『燃えよNINJA』（1981年/未/テレビ放映/ビデオ）等、低予算のアクション物への出演が目立った。また、タイとイタリアの合作に拠る戦争アクション物『ミッシング・ボーダー/地獄の戦場』（1982年/未/ビデオ）が実質的な遺作になった。また、スペインとプエルト・リコ合作のホラー映画『ブラッド・ピーセス/悪魔のチェーンソー』（1982年/未/ビデオ）にも出演していた。
私生活では1970年に映画・テレビドラマで数回共演した女優のリンダ・デイと結婚した。因みに、デイは後にリンダ・デイ・ジョージの芸名を名乗った。
1983年11月28日、心筋梗塞のため死去、52歳。尚、晩年の体調不良の原因は1960年代のテレビ・シリーズ『ラット・パトロール』のスペイン・ロケの最中の車両事故の後遺症が後を引いていたとも言われている。

## 主な出演作品

### 映画
- 危険な道 In Harm's Way (1965) クレジットなし
- エル・ドラド El Dorado (1966)
- 危機一髪! 西半球最後の日 Project X (1968)
- 要塞攻略戦 Massacre Harbor（1968）
- 空爆特攻隊 The Thousand Plane Raid (1969)
- ダーク・ファイター8 The Devil's 8 (1969)
- 消えた死体／浮気妻のセックス事件簿 House on Greenapple Road（1970）※1
- チザム Chisum (1970)
- 大脱出 Escape (1971) テレビ映画
- 死人に口なし Dead Men Tell No Tales (1971) テレビ映画
- あの現金を狙え The Heist (1972) テレビ映画
- 大列車強盗 The Train Robbers (1973)
- 脱出!処刑の島 I Escaped from Devil's Island (1973)
- グリズリー Grizzly (1976)
- ウーマン・リベンジャー/復讐の美女姉妹体当りスーパーバイオレンス Dixie Dynamite (1976)
- ミッドウェイ Midway (1976)
- メイデイ40,000フィート Mayday at 40,000 Feet!（1976）テレビ映画
- アニマル大戦争 Day of the Animals (1977)
- ラスト・クリスマス Questo sì che è amore (1978)
- 呪われた航海/ 悪魔の連続殺人! 死を呼ぶ黄金の棺 Cruise Into Terror (1978) テレビ映画
- エクスタミネーター The Exterminator (1980)
- 地獄の門 City of the Living Dead (1980)
- 鮮血!悪夢の卒業式 Graduation Day (1981)
- 燃えよNINJA Enter the Ninja (1981)
- ミッシング・ボーダー/地獄の戦場 Angkor: Cambodia Express (1982)
- ブラッド・ピーセス／悪魔のチェーンソー Pieces（1982）
- モーチュアリー Mortuary（1983）

### テレビドラマ
- ラット・パトロール(砂漠鬼部隊) The Rat Patrol (1966 - 1968)
- 不死身の男 The Immortal (1969 - 1971)
- スパイ大作戦 Mission:Impossible (1966 - 1973) ※2
- 恋愛専科 Love, American Style (1971 - 1973)
- ポリス・ストーリー Police Story (1973 - 1987）※3
- 特別狙撃隊S.W.A.T. S.W.A.T. (1975 - 1976)
- 警部マクロード McCloud（1970 - 1977）※4
- ラブ・ボート The Love Boat (1978-1979)
- ファンタジー・アイランド Fantasy Island (1978 - 1982)

## その他
- ※1　消えた死体／浮気妻のセックス事件簿（1970）
米ABCテレビ『警部ダン・オーガスト (Dan August)』(1970 - 1971) のパイロット版。主人公のダン・オーガスト警部補役はパイロット版ではクリストファー・ジョージが演じていたが、シリーズ化時には『夜間捜査官ホーク(Hawk)』のバート・レイノルズへ変更されている。日本では1971年からNETテレビ(現テレビ朝日)系で全27話(パイロット版含む)が放映された。
- ※2　スパイ大作戦（1966 - 1973）
ゲスト出演 第6シーズン 第139話『毒ガス!全市滅亡の危機(NERVES)』(ウェンデル・ホイズ役 声：家弓家正)　1971年米CBSテレビ(1971年フジテレビ) ※第6シーズンは夫人のリンダ・デイ・ジョージがレギュラー(IMFメンバー)だった。
- ※3　ポリス・ストーリー（1973 - 1987）
ゲスト出演　第1シーズン 第14話『Cop in the Middle(ダグ・ローリンズ役)』　第2シーズン 第40話『The Execution(ダッチ・ベネット警部補役)』
- ※4　警部マクロード（1970 - 1977）
ゲスト出演 第5シーズン 第32話『空中追跡SOS(Sharks!)』(ヴィンセント・バーンズ役 声：天田俊明) 1975年NBCテレビ(1975年NHK総合テレビ)